# 大城勇夫
大城 勇夫（おおしろ いさお、1947年2月4日 - ）は、琉球銀行元頭取。

## 経歴
1969年、西南学院大学経済学部卒業。趣味は読書・水泳・将棋。1969年琉球銀行に入行。1999年取締役人事部長、2000年常務を経て、2001年頭取に就任した。2012年4月1日、代表取締役頭取を退任し、相談役となった。
2017年旭日小綬章受章。